# Твајнинг (Мичиген)
Твајнинг (енгл. Twining) град је у америчкој савезној држави Мичиген.

## Демографија
По попису из 2010. године број становника је 181, што је 11 (-5,7%) становника мање него 2000. године.
| Група             | 2000.       | 2010.       |
| Белци             | 190 (99,0%) | 176 (97,2%) |
| Афроамериканци    | 0 (0,0%)    | 0 (0,0%)    |
| Азијати           | 0 (0,0%)    | 0 (0,0%)    |
| Хиспаноамериканци | 2 (1,0%)    | 3 (1,7%)    |
| Укупно            | 192         | 181         |